# Donse Krudtværk
Donse Krudtværk eller Donse Krudtmølle var et krudtværk ved Donse Å tæt på Hørsholm. Det fungerede fra 1704 til 1911.

## Historie
Krudtværket blev anlagt i 1704 af Frederik 4.s hustru dronning Louise, som ejede Hørsholm Gods. Det var kongelig ejendom indtil 1765, hvor det blev solgt og overgik som privat virksomhed. Det blev drevet af vandkraft i form af en vandmølle placeret i Donse Å. Værket leverede krudt til hæren og flåden.
Værket oplevede flere sprængningsulykker, hvoraf flere var meget alvorlige. I maj 1737 forårsagede en eksplosion, at værkets tyske krudtmester Christian Roosen døde. 
En større eksplosion skete 16. maj 1882 kl. 17:10, hvor en fabriksarbejder og to piger blev dræbt, og tre kvæstedes. De kvæstede blev bragt til sygehuset i Usserød, hvor den værst medtagne, Andreas Bentsen, fik amputeret højre arm. Værket, avlsbygningerne og beboelseshuset nedbrændte. Ulykken skete, da de fleste arbejdere ikke var på værket, og ville utvivlsomt have flere dræbte, hvis det havde sket under arbejdet.
De dræbte var:
- Krudtværksarbejder og husmand Hans Olsen, 29 år gammel. Gift og med to børn.
- Pigen Ane Kirstine Larsen, 16 år.
- Pigen Ane Marie Andersen, 15 år.

De to piger var i færd med at fylde krudt i karduser, da eksplosionen indtraf. Rystelsen blev mærket som et jordskælv en mil væk; og vinduesruderne i vid omkreds blev knust.
Både Henrik Cavling og Holger Drachmann skrev medrivende reportager fra ulykken, der samtidig var udtryk for noget af den første moderne journalistik i Danmark. I København udgav Jul. Strandbergs Forlag og Tryk en skillingsvise med 11 vers om eksplosionsulykken.
Værket oplevede både før og efter denne ulykke flere sprængninger. Det førte til dens lukning i 1910. Dermed forsvandt det sidste krudtværk i privat eje. Selve gården videreførtes som landbrug.

## Ejere af krudtværket
- 1704-1765 Kronen
- 1765-1768 Friderich Roosen (bror til Christian Roosen)
- 1768-? C. Kinch Gøttsche (F. Roosens svigersøn)
- ?-1795 C. Kinchs sønner
- 1795-1798 Fabrikant Holm
- 1798-1826 Grosserer Bentzen
- 1826-1841 Professor Forchhammer & Forskandidat W. Clausen
- 1841-1850 W. Clausen
- 1850-1858 Aministration af Clausens kreditorer
- 1858-1891 Fabrikant G. Drøhse (Clausens svigersøn)
- 1891-1910 Grosserer William Andersen
- 1910 Staten